# Мононорма
Мононо́рма — соціальна норма, що сполучає в собі правило поведінки загальносоціального, релігійного і правового характеру. Існувала раніше принаймні в деяких додержавних суспільствах. Мононорми, як соціальні регулятори первісного суспільства — поступово перетворилися на правові норми, від яких розпочинається правотворча діяльність певних суспільних органів, які почали практикувати створення правових норм для свого суспільства-середовища.
Мононорми первісного суспільства - це специфічні правила поведінки, які мали звичаєвий характер і закріплювали найраціональніші та найвигідніші для роду й племені моделі поведінки. Правила поведінки первісного суспільства ґрунтувалися на колективістських принципах і поєднували звичаї, традиції, обряди, норми первісної релігії, міфологію, первісну мораль. Це пояснюється тим, що свідомість первісної людини, її життєдіяльність не були достатньою мірою структуровані. Ці правила відбивали інтереси всіх членів суспільства, передавались з покоління в покоління і виконувались добровільно в силу звички. Саме на тому й постало звичаєве право — система норм, що спираються на звичай, тобто, правила поведінки, що стали звичкою у результаті багатократного повторення впродовж тривалого часу. У разі порушення правил вони підтримувались усім суспільством, у тому числі й примусовими заходами.
Норми-звичаї ґрунтувалися на суспільно-природній необхідності й мали значення для всіх сторін життя общини, роду, племені, для регламентації господарського життя та побуту, сімейних та інших взаємовідносин членів роду, первісної моралі, релігійно-ритуальної діяльності. Їхньою метою була підтримка і збереження кревнородинної сім'ї. Це були, на загал, мононорми - нерозчленовані (чітко нерозмежовані), єдині норми, в яких перепліталися елементи моралі, релігії, правових засад того первісного суспільства.
В умовах суспільної власності та колективного виробництва, спільного вирішення спільних справ, невідокремлення індивіда від колективу як автономної особи, звичаї не сприймалися людьми як такі, що суперечать їхнім власним інтересам. Цих неписаних правил поведінки додержувалися добровільно, їхнє виконання забезпечувалося головним чином силою суспільної думки, авторитетом старійшин, воєначальників, дорослих членів роду. У разі необхідності до порушників норм-звичаїв застосовувався примус, що виходив від роду або племені в цілому (страта, вигнання з роду і племені). У первісному суспільстві переважав такий засіб охорони звичаю, як «табу» — обов'язкова і незаперечна заборона (наприклад, заборона під страхом найтяжчих кар кровнородинних шлюбів). Крім заборон (табу), виникли такі способи регулювання, як дозволи та позитивне зобов'язування (лише в зародковій формі). Дозволи мали місце у випадках визначення видів тварин і часу полювання на них, видів рослин та строків збирання їхніх плодів, користування тією чи іншою територією, джерелами води тощо. Позитивне зобов'язування мало на меті організувати необхідну поведінку в процесах приготування їжі, будівництва осель, розпалювання вогнищ, виготовлення знарядь праці та інших суспільно-побутових проявів.
Термін «мононорми» запровадив радянський етнограф А.І. Першиць у 1970-х роках. На Заході теорія Першиця про мононорми не отримала широкої підтримки оскільки була заснована на марксистській філософії та застарілих поглядах на первісне суспільство